# Lehká figura
Lehká figura je pojem v šachu, označující střelce a jezdce, tedy šachové figury s menší hodnotou. Ostatní figury (dáma a věž) jsou označovány jako těžké figury. Pěšec není brán jako figura a u krále se hodnota neurčuje. Lehké figury se vyznačují stejnou hodnotou, která je menší než hodnota těžkých figur (odtud vychází i označení).